# Iain Turner
Iain Robert Turner (Stirling, Skócia, 1984. január 26.) skót labdarúgó, az angol hatodosztályú Southport kapusa.

## Pályafutása

### Everton
Turner a Stirling Albionban kezdte profi pályafutását, 2002-ben. Tehetségével hamar felhívta magára a figyelmet és 2003 januárjában 50 ezer fontért az Evertonhoz igazolt. A liverpooliakon kívül többek között a Charlton Athletic és a Tottenham Hotspur is érdeklődött iránta. Kölcsönben megfordult a Chester Citynél, Doncaster Roversnél, a Wycombe Wanderersnél és a Crystal Palace-nál.
Az Evertonban egy Blackburn Rovers elleni meccsen mutatkozott be, de alig kilenc perc után kiállították, mivel a tizenhatoson kívül fogta meg Alan Stubbs hazafejelt labdáját. 2007 februárjában egy hónapra kölcsönvette a Sheffield Wednesday. Február 24., a Southend United ellen debütált. Érkezése előtt a Wednesday kilenc mérkőzés óta nyeretlen volt, de utána jó formába lendültek. 2009-ben a Nottingham Forest vette kölcsön.

## Válogatott
Turner több alkalommal bekerült a skót válogatott keretébe, de eddig egy alkalommal sem kapott játéklehetőséget.

## Külső hivatkozások
- Iain Turner pályafutásának statisztikái a Soccerbase oldalon (angolul)

- Iain Turner adatlapja az Everton honlapján

## Fordítás
- Ez a szócikk részben vagy egészben  az   Iain Turner című angol Wikipédia-szócikk fordításán alapul.  Az eredeti cikk szerkesztőit annak laptörténete sorolja fel. Ez a jelzés csupán a megfogalmazás eredetét és a szerzői jogokat jelzi, nem szolgál a cikkben szereplő információk forrásmegjelöléseként.